# The Vagabond (film 1907)
The Vagabond è un cortometraggio muto del 1907 diretto da Gilbert M. 'Broncho Billy' Anderson e prodotto dalla Essanay Film Manufacturing Company.

## Trama
Una famiglia felice viene distrutta quando la moglie suscita l'amore di un ricco uomo d'affari. Il marito se ne va da casa, lasciando anche i figli. L'uomo scende velocemente la scala sociale, diventando anche un ladro. Passa quindici anni in un penitenziario e alla fine, quando viene rilasciato, si riduce a essere un vagabondo. Non riuscendo a trovare un lavoro, torna al vecchio mestiere di ladro ma si redime quando, entrato per rubare in una casa, scopre che è quella di sua figlia. Il riconoscimento tra i due avviene per mezzo di una vecchia foto logora che, lui, per tutti quegli infelici anni, si è portata dietro.

## Produzione
Il film fu prodotto dalla Essanay Film Manufacturing Company.

## Distribuzione
Il film - un cortometraggio di una bobina - uscì nelle sale cinematografiche degli Stati Uniti il 26 ottobre 1907.